# Johan Alfried de Laet
Johan Alfried de Laet (* 13. Dezember 1815 in Antwerpen; † 22. April 1891 ebenda) war ein flämischer Schriftsteller und wichtiger Akteur der flämischen Bewegung. Abweichende Schreibweisen seines Namens lauten Jan Alfried de Laet, Jan Jacob Alfried de Laet und Johan Alfried de Laet, daneben benützte er auch die Pseudonyme Felix Bongaerth, Jozef Colvenier und Robbert van Halmale.

## Leben
De Laet war ein Sohn des Landvermessers Jan Jozef de Laet und dessen Ehefrau Marie Jeann Herwegh. Nach der Schulzeit in seiner Heimatstadt begann er Medizin an der Katholieke Universiteit Leuven (Löwen) zu studieren. 1839 konnte er dieses Studium erfolgreich mit Erhalt seiner Approbation eine Praxis eröffnen.
Seit der belgischen Revolution 1830 politisch interessiert, schloss er seine Arztpraxis bereits nach kurzer Zeit wieder um nach Brüssel zu gehen. Zusammen mit Domien Sleeckx (1818–1901) und Jaak van de Velde (1817–1893) gründete er dort die Tageszeitung „Vlaemsch België“. Die erste Ausgabe erschien am 1. Januar 1844 und thematisierte die Eigenständigkeit der Flamen, gerade auch in der Sprache.
Als dasselbe 1845 einging, gründete er zusammen mit Lodewijk Joachim Vleeschouwer in Antwerpen die Zeitschrift „Roskam“, ein satirisches, gegen die Franzosenfreunde gerichtetes Blatt, übernahm 1849 die Redaktion des „Journal d'Anvers“ und 1851 die der „Emancipation“ in Brüssel, ward aber plötzlich des journalistischen und politischen Treibens überdrüssig und trat an die Spitze einer großen Bäckerei in Antwerpen, die er seitdem leitete. Auch als Mitglied der belgischen Abgeordnetenkammer war De Laet, als einer der eifrigsten Verfechter der flämischen Sache aufgetreten.
Am 22. April 1891 starb Johan A. de Laet in Antwerpen und fand seine letzte Ruhestätte auf dem Friedhof Sankt Fredegandus in Deurne, einem Stadtteil von Antwerpen. Den Grabstein, ein Denkmal der „Flämischen Bewegung“, schuf der Bildhauer Albert Baggen (1862–1937).

## Rezeption
Von seinen früheren belletristischen Schriften, welche in Bezug auf Stil und Form für klassisch gelten, sind namentlich der auch wiederholt ins Deutsche übersetzte Roman „Het huis van Wesenbeke“ (Antwerpen 1842), die Dorfgeschichte „Het lot“ (das. 1846; deutsch: „Der Spieler“, Hannover 1847) und seine „Gedichten“ (Antwerpen 1848) zu nennen. Seine meisten Novellen erschienen in den Zeitschriften: „Noordstar“ (1840–41) und „Taelverbond“ (1845–46).